# Otllak
Otllak is een plaats en voormalige gemeente in de stad (bashkia) Berat in de gelijknamige prefectuur in Albanië. Tegenwoordig doet Otllak dienst als deelgemeente en is een bestuurseenheid zonder verdere bestuurlijke bevoegdheden. De plaats telde bij de census van 2011 9.218 inwoners.